# 出羽丸岡藩
出羽丸岡藩（でわまるおかはん）は、江戸時代初期に出羽田川郡（現在の山形県鶴岡市）に存在した藩。

## 藩史
寛永9年（1632年）6月、幕命により肥後熊本藩主・加藤忠広は改易となり、庄内藩主・酒井忠勝預かりの身となったが、このとき忠広には1万石が与えられ、丸岡藩が成立した。しかし藩としての支配機構や支配権はほとんどなく、実質は庄内藩が藩政を支配していた。しかし忠勝は忠広を哀れに想い、毎年米100俵を支給していたと言われている。正保3年（1646年）2月、忠広の居所および家臣の屋敷全てが全焼する火災があったが、京より建物を取り寄せ再建されている。
忠広は承応2年（1653年）閏6月8日に死去し、丸岡藩は廃藩となった。その後、丸岡領は幕府領および庄内藩領となった。
廃藩時の家臣は、加藤頼母、加藤主水（僧となり主君の墓守となるがのちに乱心）、谷崎采女、杉村文太夫、永原久左衛門、永原清大夫、神戸小平太、萱野正三郎、加藤左平太、永原半左衛門、松下庄兵衛、平野右衛門九郎、天野九十郎、水野長兵衛、村尾松之助、生熊九郎助の16名。翌年正月に丸岡を引き払い、鶴岡に半年滞在、庄内藩の通行手形を携帯し出羽国を後にした。また、加藤頼母、谷崎、萱野、杉村、永原久左衛門、永原半左衛門の6名は庄内藩に召抱えられた。谷崎は暇請をし、寛文11年（1671年）に肥後に戻っているが、他の者の子孫は幕末まで存続している。

## 歴代藩主
加藤家
外様。1万石。
1. 忠広（ただひろ）